# Самоз
Сам (САМозащита) — система рукопашного боя, впитавшая в себя ряд приёмов из отечественных народных видов единоборств, а также наиболее эффективные приёмы западных и восточных систем самозащиты.

## История
Честь создания данного стиля принадлежит офицеру русской армии, ветерану русско-японской войны 1905 года и Первой Мировой войны В. А. Спиридонову (1882—1944), которому в первой половине двадцатого века удалось классифицировать отобранные им приёмы, подкрепить данную классификацию теоретическими разработками и произвести анатомическое обоснование основных техник.
После революции Спиридонов руководил школой джиу-джитсу для подготовки инструкторов милиции при Главном управлении рабоче-крестьянской милиции. В начале 1923 года в Москве было учреждено Пролетарское спортивное общество «Динамо», среди учредителей которого был и В. А. Спиридонов, организовавший при «Динамо» секцию нападения и защиты. Виктор Афанасьевич поставил перед собой практическую цель — создание эффективной системы самозащиты.

## Методика
Для создания своей системы Спиридонов использовал европейский вариант джиу-джитсу, вольно-американскую борьбу, французскую борьбу, английский бокс и сават. Всю технику боя он сгруппировал по 7-ми разделам: дожимы (в стойке), рычаги (в стойке), выверты (в стойке), выводы из равновесия, нажатия и сжатия (в стойке), удары (боксерские и из дзю-дзюцу), комбинированные приемы. На основе этой техники он предложил приемы защиты от различных захватов и от нападения вооруженного противника. Из каждой группы брался 1-2 базовых приема остальные являлись их вариациями и комбинациями в процессе схватки, вариации и комбинации определялись изменениями захвата и положения борющихся. Главную роль в системе занимали болевые приёмы в стойке, особенно на лучезапястный сустав и локоть. Броскам отводилось второстепенное значение, включая броски путём выведения из равновесия. Для достижения гарантированного результата рекомендовались способы мгновенных переходов с неудавшегося на другой прием, противоположного направления, в сторону защитного усилия противника с использованием его же силы. При ведении схватки на земле к болевым приемам, используемым в стойке, добавлялись болевые на ноги, воздействия на шейный отдел позвоночника и заимствованные из вольно-американской борьбы «ножницы» — обхват ногами шеи или талии с целью удушения.
Особое внимание уделялось применению приёмов «по принципу», так как: «С введением приемов „по принципу“ упрощается обучение и приобретается гибкость применения, так как основных приемов немного а вариантов приемов из основных можно производить бесчисленное количество, помня лишь сущность основных приемов. Причём запоминать варианты не нужно и невозможно ввиду их большого количества. Механически — они сами получаются в процессе схватки. Приемы получили название из их сущности. Путём же постепенного развития тренировки состязательного характера мы приобретем навыки гибкой автоматической работы (Спиридонов В. А.)». Для обучения Спиридонов разработал методику «фазисной», то есть поэтапной тренировки. На её первом этапе обучающийся, познакомившись с движениями приема, как бы имитировал прием на несопротивляющемся партнере. По мере освоения переходили к следующим «фазисам» тренировки, при которых сопротивление постепенно не только увеличивалось, но и партнер мог ответить контрприемом. Заключительным этапом являлась вольная схватка. «Состязание является как бы высшей степенью тренировки и последним этапом совершенствования бойца при изучении самозащиты» — таково было мнение Виктора Афанасьевича.

## Боевой раздел
В силу прикладной сущности системы Спиридонова соревновательному аспекту в ней не уделялось особого внимания, ученики Спиридонова выступали на соревнованиях с представителями других направлений — это делалось для популяризации нового боевого искусства, но сам он не предусматривал никаких соревнований между своими учениками, так как не предусматривалось как будет реферироваться и оцениваться такой поединок, — удары в кадык, висок, глаза, затылок, солнечное сплетение и пах запрещены большинством соревновательных единоборств, в системе Спиридонова никаких запретов не существовало по определению, нужно было просто победить, не по очкам и не решением судей, — предполагалось, что свои навыки они будут применять на практике, по отношению к разного рода преступникам, диверсантам и т. п., с которыми не нужно было церемониться и допускалось убить или покалечить их при задержании. При этом, если большинство систем самозащиты исходило из фундаментального принципа как защититься без оружия, то в системе Спиридонова, особенно для подготовки сотрудников Коминтерна и советских разведчиков за рубежом, целенаправленно исследовалось как убить без оружия, при этом бесшумно и мгновенно, что существенно смещало акцент в подготовке обучаемых, в сторону наибольшей эффективности и смертоносности приёмов. Поэтому Спиридонов называл поединок по принципам созданного им боевого искусства «вольной схваткой», а не «спаррингом». Это и составило задел для будущего «боевого раздела» самбо, который, по понятным причинам, был засекречен и недоступен для обучения вне военных и государственных силовых структур.
В феврале 1929 года был проведён первый чемпионат московского спортивного общества «Динамо» по преподававшемуся Спиридоновым виду борьбы в одежде (сам Спиридонов свою систему именовал поначалу просто «самозащита», потом, отдавая дань модным тогда сокращениям, стал называть «система „Сам“»; впоследствии появилось такое название, как «самоз»). Пропагандируя дело самозащиты, он издал три книги, излагавшие основные принципы разработанной им системы самозащиты: «Руководство самозащиты без оружия по системе джиу-джитсу» (1927), «Самозащита без оружия. Тренировка и состязания» (1928) и «Самозащита без оружия. Основы самозащиты. Тренировка. Методика изучения» (1933).Во второй половине 1930-х годов систему Спиридонова так же начинают называть «самбо».

## Подготовка
Система «Самоз» была предназначена для сотрудников НКВД, то есть для милиции, органов госбезопасности, пограничных и конвойных частей.
Для их обучения Спиридонов разработал базовую 20-часовую программу, включающую 55 приёмов «самоз». Системе обучали в школах милиции, госбезопасности, тюремных сотрудников и на специальных курсах. Летом 1936 года для подготовки инструкторов начала применяться 60-часовая программа.
В 1940 году выходит книга «Курс САМозащиты Без Оружия „САМБО“. Учебное пособие для школ НКВД.»
Её написал В. П. Волков на основе опыта обучения у В. А. Спиридонова и В. С. Ощепкова, методики Н. Ознобишина и собственных разработок.
Особо подчёркивалось авторство В. А. Спиридонова в создании Самбо, что однако не уберегло автора книги от обвинения в плагиате со стороны Виктора Афанасьевича.
С этого времени название «Самоз» официально более не использовалось. Техника и методика Спиридонова подверглись критике функционеров ДСО"Динамо", которые с ведома руководства НКВД начали продвигать в органах технику дзюудо дзюдоиста Ощепкова В. С.,известную тогда как вольная борьба.
В годы Великой Отечественной Войны система «самбо» (Самоз) использовалась для подготовки диверсантов НКВД, контрразведчиков и военнослужащих Красной Армии. Многие инструкторы погибли, другие отошли от преподавания после войны. Поэтому когда в 1947-м году на втором Всесоюзном сборе тренеров вольной борьбы было принято решение переименовать её в «самбо», основой этой системы рукопашного боя и спортивной борьбы стала техника дзюудо, которую активно пропагандировал Харлампиев А. А.,бывший принципиальным противником Спиридонова. Оригинальная система «Самоз» угасла. Лишь некоторые приёмы и методические наработки вошли в новое «самбо». Её идейным последователем с конца 1980-х годов выступает РБ «Русский Стиль», известный как «Стиль Кадочникова».